# Antoine Chavasse
Antoine Chavasse, né le 3 mai 1909 dans le village des Échelles, mort le 19 ou 20 décembre 2005, est un ecclésiastique (prêtre, chanoine) et un liturgiste français.

## Biographie
Ordonné prêtre en 1932 ou 1934, il soutint sa thèse de doctorat à l’Institut catholique de Lyon en 1938. Il fut professeur de cette université entre 1938 et 1956, l’année dans laquelle il passa à l’université de Strasbourg. C’est là qu’en 1958 il soutint sa thèse d’État en théologie, consacrée au sacramentaire gélasien, et qu’il travailla jusqu’en 1983 ou 1986.

## Travaux scientifiques

### Signification pour l’histoire des sciences liturgiques
Antoine Chavasse compte parmi les « maîtres de la science liturgique française »; ce fut un érudit, considéré comme une autorité dans son domaine. Il travailla principalement sur l’histoire ancienne du rite romain. On lui doit la découverte de l’existence, pendant le Haut Moyen Âge, de deux formes de liturgie romaine: liturgie stationnale (présidée par le pape) et liturgie paroissiale (présidée par les prêtres),. Il montra aussi que les nomes traditionnels des sacramentaires romains (Sacramentarium Leonianum, Gelasianum, Hadrianum) ne correspondaient pas à la réalité historique. Il publia une édition critique des traités de saint Léon le Grand.
Sa reconstruction du cycle des lectures du rite romain au Ve siècle fut à l’origine du choix des lectures bibliques dans le lectionnaire romain modifié après le Concile Vatican II (série A, 3e, 4e et 5e dimanches de Carême).

### Publications choisies
- Antoine Chavasse (1909-2005), Le Sacramentaire gélasien, Vaticanus Reginensis 316, sacramentaire presbytéral en usage dans les titres romains au VIIe siècle, 1957 (lire en ligne)
- Antoine Chavasse, « L'organisation stationnale du Carême romain, avant le VIIIe siècle. Une organisation « pastorale » », Revue des sciences religieuses, vol. 56, no 1,‎ 1982, p. 17–32 (DOI 10.3406/rscir.1982.2933, lire en ligne, consulté le 14 octobre 2024)
- Antoine Chavasse, La liturgie de la ville de Rome du Ve au VIIIe siècle : une liturgie conditionnée par l'organisation de la vie in Urbe et extra muros : Analecta Liturgica 18, Roma, Pontificio Ateneo S. Anselmo, coll. « Studia Anselmiana » (no 112), 1993, 356 p.

## Hommages
En 1984, la Revue des sciences religieuses publia un numéro spécial en hommage à Antoine Chavasse.